# Circeis spirillum
Circeis spirillum är en ringmaskart som först beskrevs av Carl von Linné 1758.  Circeis spirillum ingår i släktet Circeis och familjen Serpulidae. Arten är reproducerande i Sverige. Inga underarter finns listade i Catalogue of Life.